# Aldea Salto
Aldea Salto est une localité argentine située dans le département de Diamante et dans la province d'Entre Ríos.

## Histoire
Elle a été fondée le 21 juillet 1878 par des familles allemandes de la Volga dans le cadre de la Colonia General Alvear, qui l'ont nommée Aldea Santa Cruz, mais avec le temps, le nom Aldea Salto, provenant du ruisseau Salto qui coule à proximité, est devenu prédominant. Les noms Aldea Kehler ou Aldea Köhler ont également été utilisés en souvenir du village de Russie dont ils étaient originaires.

## Géographie et démographie
Le village est accessible par un chemin de terre de 3,6 km depuis la route provinciale 11. Elle est située à 30 km de la ville de Paraná, capitale de la province. La Aldea, comme l'appellent ses voisins. L'agriculture et l'élevage constituent le pilier de son économie.
La population du village, c'est-à-dire à l'exclusion de la zone rurale, était de 121 en 1991 et de 96 en 2001. La population dans la juridiction du conseil de l'administration locale était de 270 en 2001. Le conseil de l'administration locale a été créé par le conseil de l'administration locale en 1991.

## Politique
Le conseil d'administration a été créé par le décret no 1878/1984 MGJE du 1er juin 1984 et élevé à la 3e catégorie par le décret no 1080/2003 MGJ du 7 avril 2003. Arturo Ruhl, de l'UCR, a été élu président du conseil d'administration pour la période 2003-2007 et réélu pour la période 2007-2011.